# Henryk Mandelbaum

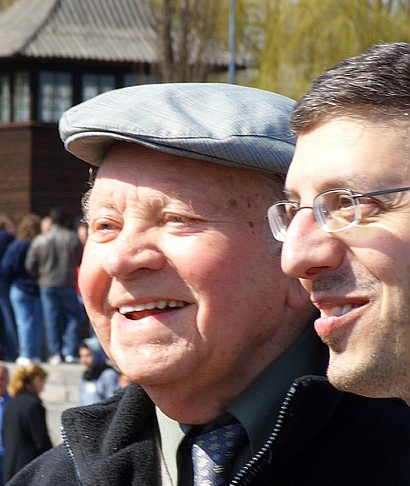
Henryk Mandelbaum (links), mit Übersetzer

Henryk Mandelbaum (geboren 15. Dezember 1922 in Olkusz, Südpolen; gestorben 17. Juni 2008 in Bytom) war ein Holocaust-Überlebender, der zum Sonderkommando des KZ Auschwitz-Birkenau gehörte, das in den Krematorien eingesetzt worden war. Um sich der Zeugen zu entledigen und die Naziverbrechen zu vertuschen, wurden die Mitglieder des „Sonderkommandos“ ständig ausgetauscht und anschließend ermordet. Von 2000 Häftlingen des Sonderkommandos in Auschwitz-Birkenau überlebten lediglich 110. Als Zeitzeuge berichtete Henryk Mandelbaum später von seinen Erlebnissen und erzielte damit eine breite Resonanz.

## Biografie
Henryk Mandelbaum entstammte einer armen jüdischen Familie aus Olkusz. Er war das älteste von vier Kindern. Seine Heimatstadt wurde 1939 im Zuge des Überfalls auf Polen durch die Wehrmacht besetzt. 1941 wurde seine Familie in das offene Ghetto Dąbrowa Górnicza verbracht, wo Henryk Mandelbaum in einer deutschen Baufirma Zwangsarbeit als Maurer leisten musste. Ende 1942 wurde seine Familie in das Ghetto von Sosnowitz verlegt. Henryk Mandelbaum gelang es, während der Zwangsumsiedlung zu fliehen und unter falschem Namen in wechselnden Verstecken unterzutauchen, bis er im März 1944 von einem volksdeutschen Bekannten erkannt und denunziert wurde. Er wurde von der Gestapo verhaftet, ins Gefängnis Sosnowiec eingewiesen und am 22. April 1944 nach Auschwitz überstellt.
Mandelbaum wurde im Gegensatz zur Mehrzahl der mit ihm zusammen eingelieferten Juden aus Sosnowiec nicht sofort ermordet, weil er als Arbeiter in den Krematorien eingesetzt werden sollte. Dort wurde er u. a. dazu gezwungen, die Leichen in das Krematorium oder in die Verbrennungsgruben zu tragen, die sterblichen Überreste nach in den Körperöffnungen versteckten Wertsachen zu untersuchen oder Zahngold auszubrechen.
Dem Sonderkommando KZ Auschwitz-Birkenau war auch Alberto Errera zugeteilt, dessen heimlich gemachten Aufnahmen von Leichenverbrennungen wichtige Zeugnisse darstellen. Henryk Mandelbaum war ein Augenzeuge des missglückten Fluchtversuches Erreras und berichtete darüber.
Am 7. Oktober 1944 war er an einem Aufstand der in Auschwitz eingesetzten Häftlinge beteiligt, der niedergeschlagen wurde. 451 der Häftlinge wurden daraufhin erhängt oder erschossen. Es war einer der wenigen Aufstände in einem Konzentrationslager.
Als der Betrieb der Gaskammern in Birkenau eingestellt wurde, befürchteten die Häftlinge des Sonderkommandos als Zeugen der Vernichtungsmaschinerie ihre vollständige Liquidation. Jedoch gelang es den letzten Überlebenden am 18. Januar 1945, aus ihrer Isolierbaracke auszubrechen und sich unerkannt unter die anderen Häftlinge zu mischen, während das Lager geräumt wurde. Auf dem Todesmarsch im Januar 1945 gelang es Mandelbaum bei Jastrzębie-Zdrój zu fliehen. In Zivilkleidung entkam er und konnte sich auf einem Bauernhof für drei Wochen verstecken.
Nach der Befreiung Schlesiens durch die Rote Armee meldete er sich bei der Wahrheitsfindungskommission, einer sowjetischen Untersuchungskommission zur Aufklärung der nationalsozialistischen Verbrechen in Auschwitz, als Augenzeuge. Seine Aussage vor der Kommission gilt heute als verschollen. Obwohl Mandelbaum in den Folgejahren immer wieder die Gedenkstätte in Auschwitz aufsuchte und sich um Kontakt zu den Historikern des Staatlichen Auschwitz-Museums bemühte, wurde erst 1971 ein erster dokumentierter Erinnerungsbericht für die Sammlung des Museums aufgenommen. 1988 verarbeitete der polnische Journalist Jan Poludniak Mandelbaums Erinnerungen in den Dokumentarfilmen „Kadencja“ und „Zag-lada“. In den 1980er Jahren wurde er von US-amerikanischen Institutionen als besonderer Zeitzeuge gewürdigt und begleitete vereinzelt amerikanische Gruppen nach Auschwitz; erst in den 1990er Jahren stieg das Interesse an seiner Person auch in Polen und Deutschland. Ab 1998 hielt er regelmäßig Vorträge, stellte sich für Gespräche mit Jugend- und Erwachsenengruppen sowie als Begleiter für Studienfahrten zur Verfügung und gab Radio- und Zeitungsinterviews. Er war der am stärksten in den internationalen Medien vertretene Überlebende des Sonderkommandos.
Mandelbaum lebte bis zu seinem Tod 2008 in Polen. Er ließ nie die eintätowierte Nummer 181 970 auf seinem linken Unterarm entfernen, mit der die Häftlinge gekennzeichnet worden waren. Bei einem Besuch von Papst Benedikt XVI. am 28. Mai 2006 in Auschwitz stand er in einer Reihe von ehemaligen Gefangenen und küsste als einziger den Papst auf beide Wangen.
Henryk Mandelbaum starb am 17. Juni 2008 nach einer Herzoperation im Alter von 85 Jahren.

## Film
- Eric Friedler: Sklaven der Gaskammer – Das Jüdische Sonderkommando in Auschwitz, 2000, 44 min (Erste Sendung bei ARD 24. Januar 2001, 23:30 Uhr)